# Mini Friday

Скриншот

Mini Friday — многопользовательская программа-чат в реальном времени от финского разработчика Sulake на английском языке. Поддерживается смартфонами с операционной системой Symbian S60. Текущая версия v.1.21 от 13 февраля 2008 года. 

Является мини-версией проекта «Habbo Hotel». 

На май 2008 года насчитывает более 500 тысяч зарегистрированных пользователей.

## Условия распространения
Эта программа распространяется бесплатно, то есть на условиях свободной лицензии. Её свободно можно скачать с официального сайта.

## История версий
- v.1.02 (21.12.06): только для смартфонов Symbian 2nd Edition, было всего четыре комнаты;
- v.1.11 (12.03.07): расширение до Symbian 3rd Edition, появились бары для Индонезии;
- v.1.20 (11.04.07): функция Log Out, быстрая навигация по комнате (правая системная клавиша);
- v.1.21 (13.02.08): функция Ignore, возможность заходить за рамки комнаты.